# Hedwig Hoffmann (Schauspielerin)
Hedwig Hoffmann (1863 – 16. April 1925 in Freiburg im Breisgau) war eine deutsche Theaterschauspielerin.

## Leben
Hoffmann begann ihre Bühnenlaufbahn im Rollenfach der „Liebhaberin“ 1895 in Halle und wirkte ab 1896 am Freiburger Stadttheater, wo sie bis zum Ende ihrer Bühnenlaufbahn verblieb. 1890/92 trat sie auch am Stadttheater Straßburg auf.
Sie war eine gewandte Darstellerin, die ihren klassischen Gestalten Leben einzuflößen verstand, und bestrebt war bei Vorführung moderner Typen dem Zeitgeist Rechnung zu tragen, ohne in unschöne Realistik auszuarten. Ihre Darstellungen als „Iphighenie“ und „Maria Stuart“ sowie ihre „Magda“ in Heimat (von Hermann Sudermann) und „Claire“ in Hüttenbesitzer waren gern gesehene Leistungen.